# Jorge Donn
Jorge Donn (Ciudad Jardín Lomas del Palomar, 28 de febrero de 1947 - Lausana, 1 de diciembre de 1992) fue un bailarín argentino considerado como uno de los más grandes icónicos de la danza del siglo XX. Fue intérprete e inspiración del arte coreográfico de Maurice Béjart y partenaire de bailarinas rusas como Maya Plisétskaya y Natalia Makarova.

## Biografía
Nació en Buenos Aires, de madre inmigrante ucraniana, Rosa Donn, y padre argentino, Mauricio Itovich. Además de Jorge, había tres niños en la familia; uno de los sobrinos, Aliocha Itovich, se hizo famoso en el cine europeo y se mudó a París.
Se formó en el Instituto Superior de Arte del Teatro Colón. En 1962 estudió con la profesora de danza María Fux (1922-2023). En 1963 se mudó a Bruselas, donde ingresó al Ballet del Siglo XX, la compañía de ballet de Maurice Béjart. Allí adquirió fama internacional.
En aquella época, el joven bonaerense era todo energía, belleza y ductilidad. Formaba parte principal de una cuadriga ejemplar y deslumbrante, junto a Paolo Bortoluzzi, Luc Bouy, Germinal Casado y Víctor Ullate, quienes eran algunos de los abanderados de aquella máxima béjartiana tan polémica como popular: «La danza es el hombre». Junto a la brasileña Marcia Haydée, Donn representa a los latinoamericanos que lograron instalarse por derecho propio y talento en la élite europea del ballet, justo en su momento de expansión en la segunda mitad del siglo XX.
Entre sus más memorables trabajos se encuentran el Bolero de Ravel (1979), 1789 et nous, Lettre à un jeune danseur, Bhakti, Nijinsky, payaso de Dios y otros, que lo convirtieron en la estrella de la agrupación. Bailó junto a grandes figuras del ballet como Maya Plisétskaya.
Participó en la película del director francés Claude Lelouch Les Uns et les Autres (Los unos y los otros), con James Caan y Geraldine Chaplin.
A partir de 1976 fue el director artístico del Ballet del Siglo XX y en 1988 formó su propia compañía, L’Europa Ballet. En 1979, recibió el Dance Magazine Award, el premio más prestigioso de la danza. En 1989, fue premiado por la Fundación Konex como uno de los 5 mejores bailarines de la historia en la Argentina hasta la fecha. En 1983 participó en la publicidad del automóvil Renault 18.

### Última actuación y muerte
A Jorge Donn se le vio por última vez en Madrid en 1986, en el Palacio de Deportes de la Comunidad, cuando hizo precisamente el Bolero y un fragmento de Diva dentro de un festival de otoño. Su última aparición pública fue en el mes de junio de ese año dentro del modesto festival de Sens, cerca de París. Desde los años ochenta, Jorge Donn intentó varias aventuras en solitario y poco a poco se alejó de su compañía madre, entendiendo de una manera discreta que el relevo generacional le había llegado en el corazón y la óptica de su maestro Béjart. Fundó el ballet de Verdún, que duró poco, y luego hizo breves giras al frente de una pequeña compañía donde alternaba fragmentos de su repertorio histórico a escala de cámara con sus propios intentos creativos. En esta aventura conservó a toda costa el ballet Nijinsky Clown de Dios y volvió en 1989 a su Argentina natal; también bailó en Milán, Bruselas y otras ciudades europeas en un intento que ya parecía desesperado de recuperar el espíritu de antaño, pero el tiempo y la enfermedad ya conspiraban en su contra.
Donn murió a causa de complicaciones por sida el 30 de noviembre (o 1 de diciembre) de 1992 en Lausana (Suiza), a los 45 años de edad.

## Homenajes
Fue homenajeado por muchos coreógrafos: Maurice Béjart con su Ballet por la vida (o El presbiterio no ha perdido nada de su encanto ni el jardín de su esplendor), Denys Ganio (Tango… una rosa para Jorge Donn), Carolyn Carlson (Homenaje a Jorge Donn) y Grazia Galante (Masticando Sueños), entre otros.
En su barrio de nacimiento, Ciudad Jardín, un pasaje fue renombrado a su nombre.